# 柴納格羅夫 (北卡羅萊納州)
柴納格羅夫（英語：China Grove）是一個位於美國北卡羅萊納州羅恩縣的城鎮。

## 人口
根據2020年美國人口普查的數據，柴納格羅夫的面積為10.57平方千米，皆為陸地。當地共有人口4434人，而人口密度為每平方千米419人。